# ローリング・ストーンの選ぶオールタイム・グレイテスト・ソング500
ローリング・ストーンの選ぶオールタイム・グレイテスト・ソング500（ローリング・ストーンのえらぶオールタイム・グレイテスト・ソングごひゃく、The 500 Greatest Songs of All Time）は、雑誌『ローリング・ストーン』が、「ローリング・ストーンの選ぶオールタイム・ベストアルバム500」（2004年）と同様に最も偉大な曲500を選定したもの。
2004年12月に第1回目の選定版が公表された。選定は総数172人のミュージシャン・評論家や音楽産業に携わる人々の投票で決められた。2010年、更新版が公表。2021年9月15日、さらなる更新版が公表された。2021年版は総数250人の人々の投票によって決められた。

## 統計

### 2010年版
このリストに掲載されているのはほとんどがアメリカ合衆国（357曲）かイギリス（117曲）のアーティストによる曲である。国別に分類した際、3番目にアイルランド（12曲）、4番目はカナダ（10曲）、5番目はジャマイカ（7曲）が占める。
英語ではない曲では唯一「ラ・バンバ」（リッチー・ヴァレンスによるスペイン語曲）がエントリーされた。また、21世紀になって発表されたものは3曲含まれ、2003年の「ヘイ・ヤ」（アウトキャスト、180位）が最も新しい。逆に1940年代作では「ローリング・ストーン」(en)（マディ・ウォーターズ）と「泣きたいほどの淋しさだ(I'm So Lonesome I Could Cry)」（ハンク・ウィリアムズ、1949年、111位）の2曲だけがリストに載った。
アーティスト別ではビートルズが23曲と最も多く、またジョン・レノンはバンドとソロで唯一トップ10に2曲がエントリーされた。続くアーティストは、ローリング・ストーンズ（14曲）、ボブ・ディラン（12曲）、エルヴィス・プレスリー（11曲）、ザ・ビーチ・ボーイズとジミ・ヘンドリックス（それぞれ7曲）、チャック・ベリー、U2、ジェームス・ブラウン、プリンス、レッド・ツェッペリン、スライ&ザ・ファミリー・ストーンがそれぞれ6曲と続く。